# Madagaskarseeadler
Der Madagaskarseeadler (Icthyophaga vociferoides, Synonym: Haliaeetus vociferoides) ist ein Greifvogel aus der Gattung der Seeadler. Sein Verbreitungsgebiet ist auf den Nordwesten der Insel Madagaskar beschränkt. Er gehört zu den seltensten Greifvögeln der Welt.

## Merkmale
Der Madagaskarseeadler erreicht eine Größe von 60 bis 66 Zentimetern. Die Flügelspannweite beträgt 165 bis 180 Zentimeter und die Schwanzlänge 23 bis 30 Zentimeter. Die Männchen erreichen ein Gewicht zwischen 2,2 und 2,6 Kilogramm. Die 18 Prozent größeren Weibchen wiegen 2,8 bis 3,5 Kilogramm.
Bei den Altvögeln sind Scheitel, Nacken und Kehle grauweiß mit einer kräftigen, braunen und rötlichen Strichelung. Die Wangen sind weiß. Der Schwanz ist weiß mit dünnen schwarzen Schäften. Das Gefieder ist überwiegend dunkelbraun. Mantel, Brust und Flügel zeigen variable rötliche Streifen. Im Flugbild ist der Habitus dunkel mit einem weißlichen Kopf und einem weißen Schwanz. Die Unterflügeldecken sind dunkelbraun. Die Schwingen sind dunkelgrau mit hellen Handschwingenbasen. Die Augen sind braun. Die Wachshaut und die Beine sind weißlich.
Die Jungvögel des Madagaskarseeadlers sind heller braun gefärbt als die Jungvögel des Schreiseeadlers. Die Oberseite ist gleichmäßiger weißlich gestrichelt. Die Unterseite ist hellbraun bis weißlich gefleckt. Die Kehle ist rostbraun. Die schwärzlichen Schwingen und der graubraune Schwanz zeigen weißliche Säume.

## Lautäußerungen
Der Ruf des Madagaskarseeadlers ist sehr laut mit grellen, schrillen und ziemlich möwenähnlich klingenden ko-ko-koy-koy-koy-koy-koy-Tönen, die manchmal an den Schreiseeadler erinnern. Er ist im Allgemeinen auf der Sitzwarte und selten während des Fluges zu hören. Wie der Schreiseeadler legt der Madagaskarseeadler seinen Kopf beim Rufen weit in den Nacken. Von dieser Eigenschaft wird auch das Artepitheton vociferoides abgeleitet, das sich aus den neulateinischen Silben vocifer‚Artepithon des Schreiseeadlers‘ und oides ‚ähnlich, gleich‘ zusammensetzt.

## Lebensraum

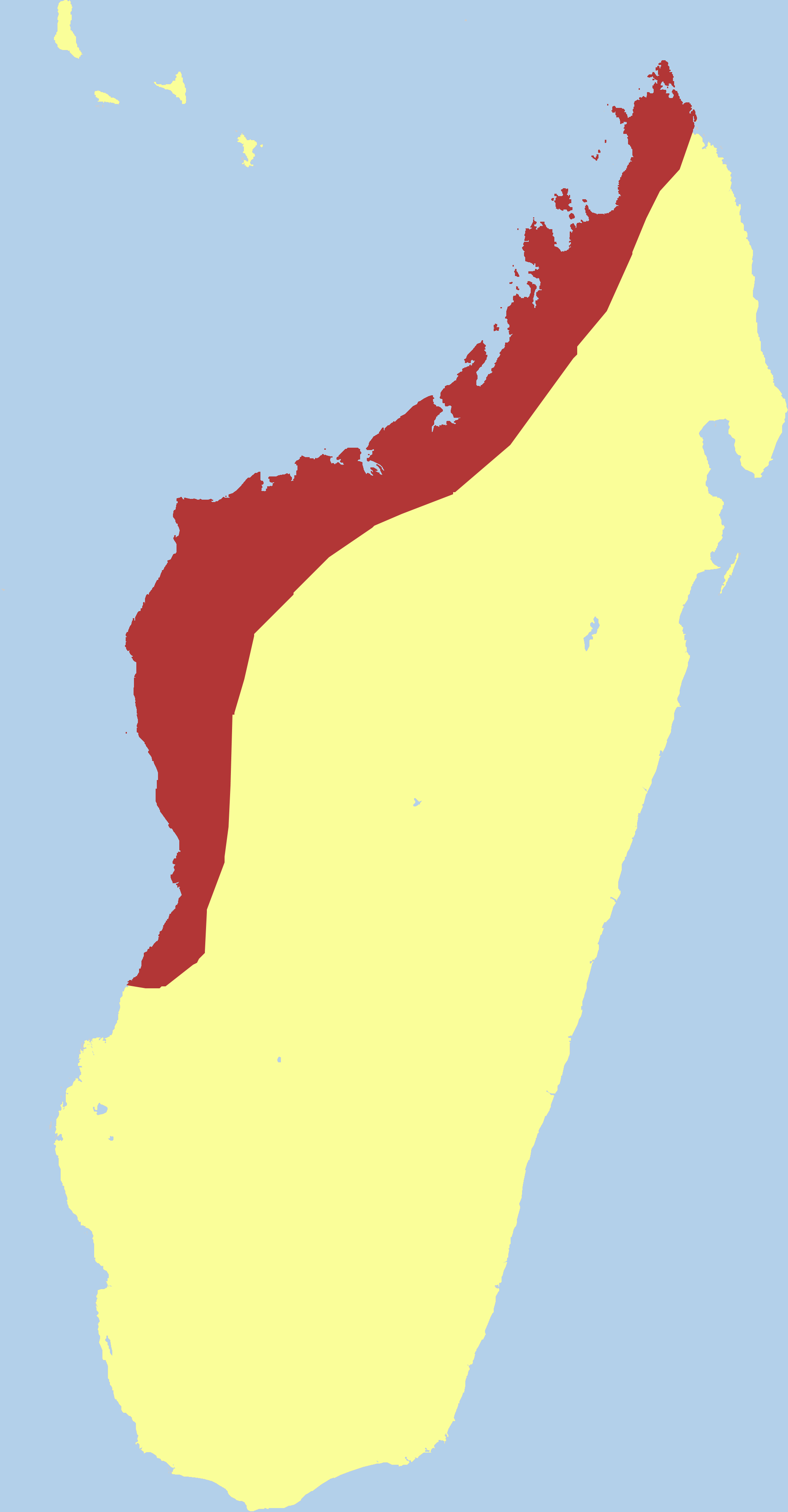
Verbreitungsgebiet des Madagaskarseeadlers (rot)

Der Madagaskarseeadler ist überwiegend Küstenbewohner. Er bewohnt felsige Inseln, Klippen, Mangrovensümpfe mit großen Bäumen, umwaldete Seen, weite Kanäle und bewaldete Mündungsgebiete großer Flüsse, sowie Buchten, die an Mangrovenwälder grenzen. Er kommt gewöhnlich in Meeresspiegelhöhe vor. Jungvögel können bis in Höhen von 1200 Metern wandern.

## Nahrung und Jagdverhalten
Der Madagaskarseeadler bevorzugt die Pirschjagd. Nach einem kurzen Flug von der Sitzwarte aus taucht er ins Wasser ein und ergreift die Beute mit seinen Krallen. Seine Nahrung besteht hauptsächlich aus Fisch. Krabben bereichern das Nahrungsangebot, aber auch Aas wird nicht verschmäht. Die Fische werden an der Wasseroberfläche oder in seichten Gewässern erbeutet. Manchmal rauben sie auch die Fische aus den Fallen der Fischer. Gelegentlich wird auch von Fischraubattacken auf Schmalschnabellöffler und Madagaskarreiher berichtet, die allerdings erfolglos verliefen.

## Fortpflanzung
Die Brutzeit ist von Juni bis Dezember. Der beachtliche Horst kann einen Durchmesser von vermutlich bis zu 120 Zentimetern erreichen. Er wird aus Stöcken und Zweigen gewöhnlich hoch oben in Mangroven oder in Waldbäumen an Ufern errichtet. Ein gefundener Horst befand sich auf einer Inselklippe in sechs bis acht Meter Höhe. Das Gelege besteht gewöhnlich aus zwei Eiern. Es wird jedoch nur ein Junges großgezogen. Die Brutdauer beträgt ungefähr 41 Tage. Die Jungvögel sind nach ungefähr 120 Tagen flügge.

## Wanderungen
Die Altvögel sind standorttreu. Die Jungvögel unternehmen jedoch Wanderungen bis 200 Kilometer.  Die Wanderrouten erstrecken sich meist südlich der Geburtsreviere und dehnen sich selten nach Norden aus. Nach früheren Berichten soll der Madagaskarseeadler auch auf Mauritius gesichtet worden sein.

## Bestand und Gefährdung
Im 19. Jahrhundert galt der Madagaskarseeadler noch als allgemein häufig. Er war weit verbreitet und kam in beträchtlichen Mengen vor. 1930 wurden innerhalb eines Umkreises von einem Kilometer an der Nordwestküste gegenüber der Insel Nosy Be acht Exemplare gesammelt. Im Juni 1970 wurden acht Exemplare in den Küstenbereichen von Antsalova und Bekopaka sowie am Manambolo River beobachtet. Während Suchexpeditionen im Zeitraum 1978 bis 1986 entdeckte der Ornithologe Olivier Langrand 40 Brutpaare und zehn einzelne Altvögel. Bei einer vom Peregrine Fund durchgeführten Zählaktion wurde zwischen 1991 und 1995 an 105 Fundorten eine Gesamtpopulation von 222 Altvögeln festgestellt. 99 Paare waren in Brutbereitschaft. 2006 beobachteten Mitarbeiter des Peregrine Fund im Manambolomaty-Seen-Komplex acht bis elf Paare beim Brüten, wobei fünf Jungvögel großgezogen werden konnten. 2007 brüteten in dieser Region zwölf Paare. 2008 wurden im Antsalova-Distrikt 27 Nester gezählt. Die IUCN stuft die Art als „vom Aussterben bedroht“ (critically endangered).
Als Hauptgefährdungsursachen gelten Lebensraumzerstörung und die Nachstellung durch den Menschen. Entwaldung, Bodenerosion und die Umwandlung von Feuchtgebieten in Reisterrassen haben zum Verlust von Brut- und Jagdlebensräumen geführt. Auch die Jagd ist für den starken Rückgang des Madagaskarseeadlers verantwortlich. Für die Fischer ist er ein Konkurrent. Sie schießen die Altvögel ab und holen die Nestlinge aus den Horsten. Das Fleisch oder andere Teile der Seeadler werden zum Verzehr oder in der traditionellen Medizin verwendet. Hinzu kommt, dass sich die Adler in Fischernetzen verfangen und die Brutplätze durch menschliche Aktivitäten gestört werden. Eine weitere Ursache ist die Wasserverschmutzung, da sich die Schadstoffe im Gewebe der Fische ansammeln und somit in die Nahrungskette gelangen. Dies führt dazu, dass die Seeadler unfruchtbare Eier legen.